# Ivana Kujundžić
Ivana Kujundžić est une ancienne joueuse de volley-ball serbe née le 7 septembre 1987. Elle mesure 1,86 m et jouait au poste de réceptionneuse-attaquante.

## Clubs
| Club                         | De        | À         |
| ---------------------------- | --------- | --------- |
| ŽOK Spartak                  |           | 2005-2006 |
| University of South Carolina | 2006-2007 | 2009-2010 |
| HPK Naiset                   | 2011-2012 | 2011-2012 |
| Verona Volley Femminile      | 2012-2013 | 2012-2013 |
| Quimper Volley 29            | jan 2014  | mai 2014  |
| Volley Köniz                 | août 2014 | déc 2014  |

## Palmarès
- Championnat de Finlande
  - Finaliste : 2012.